# Fukuroda
Fukuroda (jap. 袋田の滝 Fukuroda-no-taki) – wodospad znajdujący się w miejscowości Daigo, w prefekturze Ibaraki, w Japonii. Jest on na liście stu wodospadów Japonii.
Rzeka Taki ma swoje źródło tuż nad wodospadem, tworzy go i ostatecznie łączy się z rzeką Kuji.
Jego szerokość wynosi 73 m, a wysokość sięga 120 m. Zimą wodospad może zamarzać.
Jest sklasyfikowany jako trzeci najpiękniejszy wodospad w Japonii, tuż po wodospadzie Kegon (jap. 华厳滝 Kegon-no-taki) i Nachi (jap. 那智滝 Nachi-no-taki).